# Лебеді, які відображаються у слонах
«Ле́беді, які́ відобража́ються у слона́х» — картина  іспанського художника Сальвадора Далі, написана у 1937 році. Зберігається у приватній колекції.

## Опис
Образи-галюцинації, породжені «параноїдально-критичним методом» Далі, поділяються на два основних типи: самостійний образ, який змінюється відповідно до таємничих законів зорового сприйняття, такі як «Великий параноїк»; і групи з двох або більше несхожих один на одного об'єктів, в яких художник виявляє несподівану подібність, наприклад, між дзвоном і фігурою стрибаючої дівчинки в «Околиця параноїдально-критичного міста».
Однак у картині «Лебеді, які відображаються у слонах» Дали комбінує обидва типи у віртуозній іллюзіоністічній виставі. Лебеді й три засохлих дерева, відбиваючись у воді, приймають вигляд слонів, причому, якщо повернути картину догори ногами, слони перетворюються на лебедів, і навпаки. М'які, слизькі поверхні предметів та їх корчоваті форми (навіть хмари здаються живими істотами) створюють незатишну атмосферу, дивно контрастує з прозаїчної фігурою людини, яка бездіяльно стоїть.